# 3504 Kholshevnikov
3504 Kholshevnikov eller 1981 RV3 är en asteroid i huvudbältet som upptäcktes den 3 september 1981 av den rysk-sovjetiske astronomen Nikolaj Tjernych vid Krims astrofysiska observatorium på Krim. Den har fått sitt namn efter den sovjetiske och ryske astronomen Konstantin Cholsjevnikov (1939–-2021).
Asteroiden har en diameter på ungefär nitton kilometer och den tillhör asteroidgruppen Themis.